# متحف العجيري
متحف العجيري الفلكي يقدم المتحف خدمات للمجتمع للتعريف بالفلك وعلومه تم إنشاؤه تكريمًا للعالم الفلكي الدكتور صالح العجيري لما قدمه من خدمات للكويت.
فهو أحد المتاحف العلمية المتخصصة في مجال الفلك في الوطن العربي وقد سمي بهذا الاسم تقديراً للعالم الفلكي الكويتي الدكتور صالح العجيري، يتيح المتحف للزوار الاطلاع على مقتنيات العالم الفلكي في المتحف بالإضافة إلى الأدوات والمقتنيات الفلكية النادرة التي تعرض في أركان المتحف المختلفة وهي ركن التصوير الفلكي، قسم النيازك وصخور الكواكب، قسم المجموعة الشمسية، جهاز عرض النجوم ورائد الفضاء بالإضافة إلى قسم خاص بأشهر علماء المسلمين في مجال الفلك.
كما يوفر المتحف قاعة عرض سينمائي تعد الأولى في منطقة الخليج وهي القبة الفلكية - باتساع 360 درجة - يعرض فيها مجموعة من الأفلام الوثائقية باللغة العربية والانجليزية حول الرحلات الفضائية وقصة هبوط أول رائد فضاء على سطح الأرض.
كان حفل افتتاح المتحف محصوراً للمدونين وأبرز مستخدمي مواقع التواصل الإجتماعي وبحضور العالم الفلكي صالح العجيري بنفسه بصحبة السيد إياد الخرافي رئيس النادي العلمي، وفي البداية كانت الفرصة متاحة لمن يريد أن يلتقط صورة تذكارية مع العجيري نفسه والذي تحقق حلمة بأن يكون له متحف خاص له يزوره كل فئات المجتمع.
وقد تم افتتاح متحف العجيري الفلكي رسمياً في 5/8/2013.
يستقبل المتحف الزوار من الأحد إلى الخميس الفترة الصباحية 9 – 12 والفترة المسائية 5 – 8:30

## النشأة
في اطار اهتمام إدارة علوم الفلك والفضاء بالنادى العلمي الكويتي بعلوم الفلك والفضاء وتقديم خدمة أفضل للمجتمع من هواة ومحبي علوم الفلك بمختلف فئاتة، بدأت الإدارة في إنشاء متحف فلكي يحتوي على تاريخ علم الفلك وعلماء فلكييين وأجهزة وأدوات فلكية مختلفة حيث يتكون المتحف من الفلكي من عدة أقسام؛ قسم خاص عن الدكتور صالح العجيري، قسم الأجهزة الفلكية، قسم تاريخ الفلك وأعلامة، قسم الأطفال، قسم المجموعة الشمسية، قسم القبة الفلكية القديمة، قسم تاريخ إدارة علوم الفلك، قسم التصوير الفلكي للأعضاء، قسم الفضاء.
وقد سمي المتحف الفلكي باسم متحف العجيري الفلكي تكريماً لمكانة العالم الفلكي الكويتي صالح العجيري وذلك لما قدمة في علم الفلك لخدمة الشعب الكويتي ولمكانتة على مستوي الوطن العربي.

## سبب إنشاء المتحف
قال مدير إدارة علوم الفلك والفضاء في النادي العلمي محمد الهدهود:

وقال رئيس مجلس إدارة النادي العلمي إياد الخرافي:
وتم منح صالح العجيري في ييوم الافتتاح مرتبة الرئاسة الفخرية للنادي العلمي الكويتي وعلى هذا علق إياد الخرافي:«هذا أقل ما يمكن أن نقابل به جهوده الطيبة.»

وقال أمين عام النادي العلمي يوسف الحمد:

## فكرة المتحف
قال مدير إدارة علوم الفلك والفضاء في النادي محمد الهدهود:«فكرة المتحف أتت من مبادرات شبابية كويتية تقييمًا وتقديرًا لأحد أبرز أعلام الكويت وهو الدكتور صالح العجيري ليكون معلماً من معالم الدولة الحضارية التي تساهم بنشر الثقافة التوعوية للعلوم الفلكية.»

## افتتاح المتحف
افتتح المتحف رئيس مجلس الوزراء السابق الشيخ ناصر المحمد ليلة 6 اغسطس 2013 متحف الباحث الفلكي د. صالح العجيري الذي يحتضنه النادي العلمي الكويتي، وقال ناصر المحمد عقب افتتاحه المتحف:«الباحث العجيري ابن من أبناء الكويت الأوفياء الذين استطاعوا من خلال شغفهم بعملهم رفع اسم الكويت عالياً في المحافل العالمية فهو فخر لدولة الكويت كونه من الرواد الذين درسوا علم الفلك وأبدعوا من خلاله.»
وأكد صالح العجيري باعتزازه بهذا المتحف الذي يتطرق لمسيرة عطائه في مجالي الفلك والتاريخ، هذا المتحف الذي اقيم حفل افتتاحه تحت شعار «الحلم تحقق.»

قال صالح العجيري:
قدم صالح العجيري قبل يوم الافتتاح بأسبوع دعوة لأبرز المدونين في الكويت لحضور افتتاح متحفه في النادي العلمي في الموعد المحدد الثلاثاء 6 أغسطس 2013 مساءً روى العجيري في الافتتاح قصته مع الفلك بشكل مختصر، ثم قاد المدعوين وجمع من المدونين لافتتاح المتحف، المتحف بشكل عام صغير المساحة والحجم على حسب الإمكانيات المتاحة، في كل ركن من أركانه بصمة لصالح العجيري فهو حلم راوده منذ زمن طويل أن يكون هناك متحف فلكي متخصص في هذا المجال وكان له ما أراد.

## أقسام المتحف
يحتوي المتحف على تاريخ الفلك وعلماءه والأدوات الفلكية ويوجد به عددًا من الأقسام منها قسم خاص بالدكتور صالح العجيري وقسم الأجهزة الفلكية وقسم تاريخ الفلك وأعلامه وقسم الأطفال وقسم المجموعة الشمسية وقسم القبة الفلكية وقسم تاريخ إدارة علوم الفلك وقسم التصوير الفلكي وقسم الفضاء. كما يحتوي على القبة السماوية التي هي عبارة عن سينما بتقينة 360 درجة لعرض الأفلام الوثائقية المتخصصة في علوم الفضاء ومن بينها أفلام خاصة للأطفال لتشرح لهم بشكل مبسط ومحبب ما هو الفضاء والكواكب والنجوم، بالإضافة إلى فيلم وثائقي من إنتاج النادي العلمي وبجهودهم رحلة إيمانية في الفضاء ليشرح عظمة الخالق في هذا الكون الفسيح طبقاً لما ورد في القرآن والأحاديث النبوية ومدته 45 دقيقة.
فعند دخول هناك شاهادات أصلية وصور له عبر ما عاصرة من أحداث بما فيها بعض التقاويم الأصلية القديمة جداً، وركن آخر لأول تلسكوب استخدمه وأدوات فلكية بسيطة كانت تستخدم في بداية حياته بما فيها أدوات فلكية كان العرب القدامي يستخدمونها للحساب الفلكي، وفي ركن آخر تم وضع مجسم له موجه عليه تقنية حديثة جداً تظهر كأنه هو الذي يحدثك لتسمع بعض الأخبار والقصص الخاصة بالفلك، ركن آخر تعيش وكأنك في الفضاء وعلى سطح القمر بزة فضاء بالحجم الحقيقي وطبعة قدم لأول إنسان يطأ القمر، وفي نفس المكان على جدار المتحف توجد مجسمات بشكل تقني محترف للكواكب الشمسية وأبعادها وأحجامها مع ركن لمجموعة من رمال القمر والنيازك والأحجار وكلها حقيقية موثقة، في نهاية الجولة تم توزيع هدايا تذكارية على الحضور وكتاب عن حياة العجيري.

## مقتنيات المتحف
يحتوى متحف العجيري الفلكي على مقتنيات وتحف للدكتور صالح العجيري نفسه من خلال المعرض وما يحتويه من آثار وأجهزة فلكية نادرة وقديمة جداً والوحيدة على مستوى الخليج العربي إضافة إلى ذلك وجود قبة سينمائية يعرض فيها فيلم سينمائي بخاصية ثلاثي الأبعاد عن أول رواد الفضاء والصراع بين الاتحاد السوفيتي والولايات المتحدة لغزو الفضاء واستكشافه.
قيمة مقتنيات المتحف ليست مادية فقط وإنما قيمتها الأكبر في ندرتها، ؛ حيث يحوي نحو 400 قطعة فلكية وسيتم العمل خلال الفترة المقبلة على زيادتها إلى 500 قطعة منها مقتنيات خاصة وقطع نادرة مهداة من عالم الفلكي الكويتي د. صالح العجيري، كما يحوي أدوات فلكية أثرية، فالمتحف يحكي حكاية صالح العجيري منذ نشأته ويحوي أول تليسكوب استخدمه العجيري في الرصد الفلكي، الهدف من المتحف هو التعرف عن قرب على تاريخ العالم الفكي د. صالح العجيري العالم الملحوظ على مستوى الكويت ودول الخليج.

## زيارات المتحف
أعلنت إدارة علوم الفلك والفضاء في النادي العلمي عن استقبال متحف العجيري الفلكي والقبة الفلكية، المدارس والجهات المختلفة والجمهور العام، حيث خصصت الفترة الصباحية لاستقبال المدارس من التاسعة صباحاً وحتى الثانية عشرة ظهراً، والفترة المسائية لاستقبال الزيارات العامة من الخامسة إلى الثامنة والنصف مساء.
ونظم نادي زوايا فكرية في جمعية المهندسين الكويتية زيارة إلى متحف العجيري للاطلاع على أهم مقتنيات هذا المتحف. كما قام فريق نادي وراد التابع لقسم الجاليات والمهتديات الجدد بالمسجد الكبير برحلة إلى المتحف يوم الخميس الموافق 20 نوفمبر 2014 حيث تم عرض فلم وثائقي عن الرحلات الفضائية وقصة هبوط أول رائد فضاء على سطح القمر وتحدث المرشد عن المجموعة الشمسية وكان لفريق نادي وراد في هذه الرحلة فرصة لمعرفة علم الفلك وسيرة العالم الفلكي الدكتور صالح العجيري. ونظمت قائمة الوسط الديموقراطي في الجامعة العربية المفتوحة في الكويت زيارة إلى النادي العلمي الكويتي في افتتاحها لأول برنامجها الثقافي لطبلة وطالبات الجامعة العربية، حيث تمت زيارة متحف صالح العجيري ومشاهدة فلم سينمائي عن عالم الفضاء والنجوم والكواكب في قبة العجيري السينمائية، ذكر رئيس اللجنة الاعلامية والخدمات الإلكترونية في قائمة الوسط الديمقراطي حامد المطيري أن الزيارة جاءت على اقتراح من الأعضاء الذين ساهموا على نشرها بتوزيع إعلانات للطلبة حيث لاقت الفكرة تأييداً من جموع من الطلبة والطالبات مشجعة ومؤيدة للقيام بالزيارة العلمية إلى النادي العلمي، وأكد نائب اللجنة الاعلامية والخدمات الإلكترونية في قائمة الوسط الديموقراطي محمد المعيوف بأن الزيارة كانت فريدة من نوعها ولم تطبق بالجامعة العربية من قبل حيث لاقت أصداءً إعلامية كبيرة بالجامعة العربية.

## تكلفة المتحف
قال يوسف الحمد:

## أهداف المتحف
من أهداف متحف العجيري الفلكي تحقيق أهداف النادي العلمي الكويتي وإدارة علوم الفلك والفضاء بنشر علم الفلك وتوعية الجمهور بهذا العلم، معرفة تاريخ وبداية علم الفلك، التعرف على علماء الفلك، التعرف على سيرة وحياة العالم الفلكي الدكتور صالح العجيري، التعرف على الأجهزة الفلكية المختلفة الذي استخدمها الدكتور صالح العجيري في تاريخة الفلكي، الإطلاع على الأدوات والأجهزة الفلكية المختلفة.

## الوصلات الخارجية
- الفلكي بدر العميرة في افتتاح متحف العجيري بالنادي العلمي الكويتي
- قائمة متاحف دولة الكويت بوابة الدولة الرسمية.